# Clássica Memorial Txuma
A Clássica Memorial Txuma (em basco e oficialmente: Klasika Txuma) foi uma corrida de ciclismo amador, em seus últimos anos profissional, que se disputava anualmente na localidade biscaína de Erandio concretamente no bairro chamado "La Campa de Erandio", no País Basco, Espanha.
A primeira edição celebrou-se em 1995 e disputou-se ininterruptamente até 2007, ano do seu desaparecimento. A partir da criação dos Circuitos Continentais da UCI em 2005 ascendeu à categoria profissional na categoria 1.2 (última categoria do profissionalismo) do UCI Europe Tour.
A prova disputava-se sobre uma única etapa, de um comprimento aproximada de 170 km.
Nenhum corredor foi capaz de impor-se em mais de uma ocasião.

## Palmarés
Em amarelo: edição amador.
| Ano  | Ganhador              | Segundo                 | Terceiro              |
| ---- | --------------------- | ----------------------- | --------------------- |
| 1995 | Carlos Zelaia         | Iñigo Roldan            | Iñaki Barrenetxea     |
| 1996 | Yvan Becaas           | Óscar Freire            | Pedro Pérez Zabal     |
| 1997 | Gorka Gerrikagoitia   | Marcel Gono             | Txema del Olmo        |
| 1998 | Aitor Silloniz        | Jonathan Hall           | Josep Jufré           |
| 1999 | Marius Sabaliauskas   | Sergiy Matveyev         | Juan Fuentes          |
| 2000 | Rubén Plaza           | David Herrero           | Adolfo García Quesada |
| 2001 | Iñigo Urretxua        | Julen Fernandez         | Jonathan Gonzalez     |
| 2002 | Javier Ramírez Abeja  | Alberto Hierro          | Moisés Dueñas         |
| 2003 | Jurgen Van Den Broeck | Luis Pérez Romero       | Mikel Elguezabal      |
| 2004 | Eugenio Pineda        | Oleg Zhukov             | Ander Azpitarte       |
| 2005 | Nikolai Trussov       | Francisco José Terciado | Pieter Duyck          |
| 2006 | Mikhail Ignatiev      | Anton Mindlin           | Diego Milán           |
| 2007 | Boris Shpilevsky      | Maurizio Biondo         | Ivan Gilmartin        |

## Palmarés por países
| País     | Vitórias               |
| -------- | ---------------------- |
| Espanha  | 7                      |
| Rússia   | 3 (as 3 profissionais) |
| França   | 1                      |
| Lituânia | 1                      |
| Bélgica  | 1                      |